# Олтянка (Глевіле, Вилча)
Олтянка (рум. Olteanca) — село у повіті Вилча в Румунії. Входить до складу комуни Глевіле.
Село розташоване на відстані 161 км на захід від Бухареста, 39 км на південний захід від Римніку-Вилчі, 57 км на північний схід від Крайови.

## Населення
За даними перепису населення 2002 року у селі проживали 837 осіб, з них 836 осіб (99,9%) румунів. Рідною мовою 836 осіб (99,9%) назвали румунську.